# سبيلرهاوس (لعبة فيديو 2010)
سبيلرهاوس (بالإنجليزية: Splatterhouse)‏ ، هي لعبة فيديو من نوع اضرب الخصم ، أنتجت من قبل شركة نامكو بانداي سنة 2010م، وظهرت تصميم اللعبة لأول مرة في الولايات المتحدة، بعد سنوات طويلة لإنتاج هذه اللعبة على يد اليابانيين.

## وصلات خارجية
- الموقع الرسمي